# Сериальная глагольная конструкция
Сериальная глагольная конструкция, также глагольная сериализация — синтаксическая конструкция, в которой представлена последовательность из двух или более глаголов, функционирующих как единый предикат и описывающих единое событие. Глаголы в сериальной конструкции не связаны друг с другом каким-либо показателем сочинительной или подчинительной синтаксической связи, имеют тождественное грамматическое оформление и являются лексически полноценными. Сериальные глагольные конструкции распространены в креольских языках, а также в языках Западной Африки, Юго-Восточной Азии, Океании и Новой Гвинеи.

## История термина
Сериальные глагольные конструкции были впервые введены в научный оборот в классических описаниях языков акан и эве — наиболее крупных языков семьи ква и семьи гбе соответственно, распространенных в южно-центральной части Западной Африки.
Так, Дидрих Вестерман писал в грамматике языка эве 1907 года:

Носитель эве описывает каждое действие, каждое событие во всех подробностях сначала и до конца и выражает каждую такую деталь действия при помощи отдельного глагола; он расчленяет каждое действие на отдельные части и представляет себе каждую часть отдельно…
Оригинальный текст (нем.)Der Eweer beschreibt nämlich jede Handlung, jeden Vorgang in allen Einzelheiten vom Beginn bis zum Ende und drückt jede solche Einzelhandlung durch ein besonderes Verbum aus; er zerlegt jede Handlung in ihre einzelnen Teile und bringt jeden Teil für sich zur Darstellung…

Сам термин «сериальная глагольная конструкция» (serial verb construction) был впервые введён в работе Балмера и Гранта (1929) и приобрел популярность после использования в статье Стюарта (1963). Примерно с начала 1960-х годов в научной литературе ведётся активное обсуждение синтаксиса и семантики сериальных глагольных конструкций.

## Сущность явления
На сегодняшний день в лингвистике не существует общепризнанного определения сериальных глагольных конструкций и единого мнения о границах феномена, обозначаемого данным термином. Общетипологические работы по сериальным конструкциям фактически рассматривают крайне широкий круг морфосинтаксических явлений; всего же за последние пять десятилетий были написаны сотни исследований, авторы которых нередко предлагают собственное толкование границ данного класса синтаксических конструкций.
Чаще всего исследователями выделяются следующие свойства сериальных глагольных конструкций:
- лексическая полноценность каждого из глаголов в сериальной конструкции;
- ограничение на возможный набор собственных ядерных синтаксических актантов у каждого из глаголов;
- тождественное грамматическое оформление глаголов;
- глаголы в сериальной конструкции не связаны друг с другом каким-либо показателем сочинительной или подчинительной синтаксической связи;
- между глаголами отсутствуют какие бы то ни было явные признаки границы предикации;
- сериальные глагольные конструкции описывают то, что может быть осмыслено как единое событие[5][6].

Для иллюстрации этих признаков ниже приводится несколько примеров из языков Западной Африки:

| ɔ̀-à-fà       | í   | swă | n   | à-klè        | mĩ  |
| он-ant-брать | его | дом | def | ant-показать | мне |

| ama | tɔ-ɔ       | m-paboa  | kyɛ-ɛ      | fiifi |
| Ама | купить-pst | pl-обувь | дарить-pst | Фифи  |

| ó  | tì-wà-rà                      | étéré   | à   |
| он | ударять-разбить.открыть-tense | тарелка | def |

## Классификация
Сериальные глагольные конструкции имеют достаточно большой ареал распространения: этот феномен может быть обнаружен в языках Западной Африки, Юго-Восточной Азии, Океании и Новой Гвинеи, а также в креольских языках — то есть в языках из разных семей и с различным грамматическим устройством. В связи с этим сериальная конструкция в том или ином языке может иметь особое как внутреннее, так и внешнее устройство.
На данный момент лингвисты выделяют несколько типов сериальных глагольных конструкций, отличающихся по семантико-композиционной и морфосинтаксической организации.

### Семантико-композиционная организация
С точки зрения семантико-композиционных свойств, выделяются два типа сериальных глагольных конструкций: симметричные и асимметричные.
В состав асимметричной сериальной конструкции входят два глагола, один из которых принадлежит к достаточно широкому, неограниченному классу, другой — принадлежит к семантически / грамматически ограниченному (или закрытому) классу. Асимметричные конструкции обозначают единое событие, описываемое глаголом из неограниченного класса; глагол из закрытого класса модифицирует его значение — чаще всего это глагол движения или положения в пространстве, выражающий направление или придающий всей конструкции дополнительные видо-временные характеристики.
Примером асимметричной сериальной конструкции может служить следующее предложение из кантонского диалекта юэского языка, в котором второй глагол ‘приходить’ задает спецификацию значения сериальной конструкции по направлению — ‘возьми приди’ значит ‘принеси’:
| lei5 | lo2    | di1 | saam1  | lai4  |
| ты   | возьми | pl  | одежда | приди |
Принеси одежду.
Все компоненты симметричных сериальных конструкций принадлежат к неограниченным семантическим / грамматическим классам. В отличие от асимметричных конструкций, порядок компонентов в симметричных конструкциях является иконическим и, как правило, отражает, временную последовательность подсобытий. Симметричные глагольные конструкции имеют тенденцию к лексикализации и идиоматизации.
Ниже даётся пример симметричной конструкции из языка аламблак (семья сепик-раму):
| miyt   | ritm      | muh-hambray-an-m      |
| дерево | насекомые | лазить-искать-1sg-3pl |
Я полез на дерево в поиске насекомых.
Выделение симметричного и асимметричного типа семантико-композиционной организации релевантно не только для сериальных, но и для других типов глагольных конструкций, какими являются, например, конвербные конструкции в языке воламо.

### Морфосинтаксическая организация

#### Количество слов в конструкции
Сериальная глагольная конструкция может состоять из одного слова или из нескольких.
Примером конструкции из двух независимых словоформ (грамматических слов), каждое из которых может функционировать как самостоятельный предикат, является следующее предложение из языка таба (австронезийская семья):
| n=babas    | welik  | n=mot       | do   |
| 3sg=кусать | свинья | 3sg=умирать | real |
Он закусал свинью до смерти.
Компоненты сериальной конструкции могут также формировать единую словоформу, как это происходит в нижеприведённом примере из языка игбо:
| ó   | tì-gbù-rù             | nwóké   | áhù |
| 3sg | ударять-убивать-tense | человек | тот |
Он забил того человека до смерти.
В среде лингвистов-африканистов имеется тенденция признавать в качестве сериальных конструкций только те, которые состоят из двух и более слов. Вместе с тем конструкции из одного слова встречаются в языках тариана, лакота, олютекском и других языках и достаточно подробно описаны в ряде лингвистических работ.

#### Грамматическое оформление
Для сериальных глагольных конструкций, состоящих из нескольких грамматических слов, выделяется два морфосинтаксических типа.
Первый тип характеризуется идентичным (гораздо реже — различным), содержательным словоизменением и отсутствием показателя синтаксической связи.
(Акан)
| araba | tɔ-ɔ         | nam  | kyew-w     |
| Араба | покупать-pst | рыба | жарить-pst |
Араба купил рыбу и пожарил её.
В конструкциях второго типа (для которого А. Б. Шлуинским было предложено название «папуасский») один глагол несёт все грамматические характеристики, а прочие не маркированы морфологически и выступают в виде чистой основы.
(Калам, трансновогвинейская семья)
| b       | mon    | tb     | lak-sp-ay              |
| мужчина | дерево | резать | разделять-prs.prog-3pl |
Мужчины пилят брёвна.

## Сериализация в русском языке
Д. Вайс и некоторые другие исследователи считают, что феномен глагольной сериализации может быть обнаружен также и на материале русского языка. В данном случае речь идет о таких конструкциях, как: я тут как-то сидел вспоминал...; пойдём в кино сходим; деревенские приходили постоять-посмотреть и др.
Глаголы в подобных конструкциях, которые Вайс называет «двойными», отличает следующий набор свойств:
- морфологическая однооформленность по репрезентации (либо финитные формы, либо инфинитивы) и по категориям лица, числа, рода, наклонения и залога (но не вида и времени);
- общие синтаксические валентности (общее подлежащее и возможность общих вторых актантов / сирконстантов);
- запрет на повтор служебных морфем (пошёл бы поискал, в отличие от однородных сказуемых пошёл бы, поискал [бы]);
- возможность перестановки глаголов без ущерба значения (Садись рассказывай! = Рассказывай садись!).

Основной причиной, по которой русские конструкции с «двойными глаголами» не рассматриваются современными исследователями как сериальные систематически, является, по всей видимости, не столько их несоответствие каким-либо из признаков, характерных для «классических», известных лингвистам конструкций, сколько тот факт, что русские примеры относятся к периферийному пласту языкового арсенала, а юго-восточноазиатские или западноафриканские — к основным средствам номинации.

## Критика
Отсутствие точных границ класса сериальных глагольных конструкций и их сходство с другими типами синтаксических конструкций заставили ряд лингвистов усомниться в целесообразности использования данного термина. Как отмечает А. Айхенвальд,

Сложности, возникающие при попытке определения сериальной глагольной конструкции, привели к тому, что некоторые исследователи стали отрицать само существование и межъязыковую значимость этого феномена. <…>
Оригинальный текст (англ.)Difficulties which arise with respect to a definition of what an SVC [serial verb construction] is and what it is not have led some scholars to deny the very existence and cross-linguistic importance of this phenomenon. <…>

Тем не менее к началу XXI века большинство авторов склонны признать справедливость выделения сериальной глагольной конструкции в качестве отдельного лингвистического явления. В данный момент продолжается работа по изучению типологических свойств и характера функционирования различных сериальных глагольных конструкций в языках мира.